# 照明デザイナー
照明デザイナー（しょうめいデザイナー、英: Lighting designer）とは、照明に関する知識を利用して特殊な空間を光で演出する職業である。

## 概略
自然光のみの時代には必要ない職種であったが、景観照明による観光集客効果や広告効果、ムードなどの効果など、生活の為の明かりという以上の意味合いを持たせる。
基本的には、取り扱う場面などにより、それぞれ専門的に取り扱う。

### 環境照明デザイン （狭義の照明デザイナー）
- インテリア照明
- 建築照明
- 屋外照明（イルミネーションなど）

### 演出照明デザイン
- 舞台照明　舞台芸術のための照明。照明家[注釈 1]
- テレビ照明　テレビ撮影のための照明。ライティングディレクター
- 映画照明　映画・コマーシャルフィルムのための照明。照明技師

### 照明器具デザイン（プロダクトデザイン）
- 照明器具
- 特殊照明器具

## 他分野との関連
照明器具の幅広い知識が必要であるばかりでなく、電気回路などの知識も備えていることが好ましい。建築照明デザイナーである場合は建築の知識も必要とされる。